# Université des beaux-arts Tama

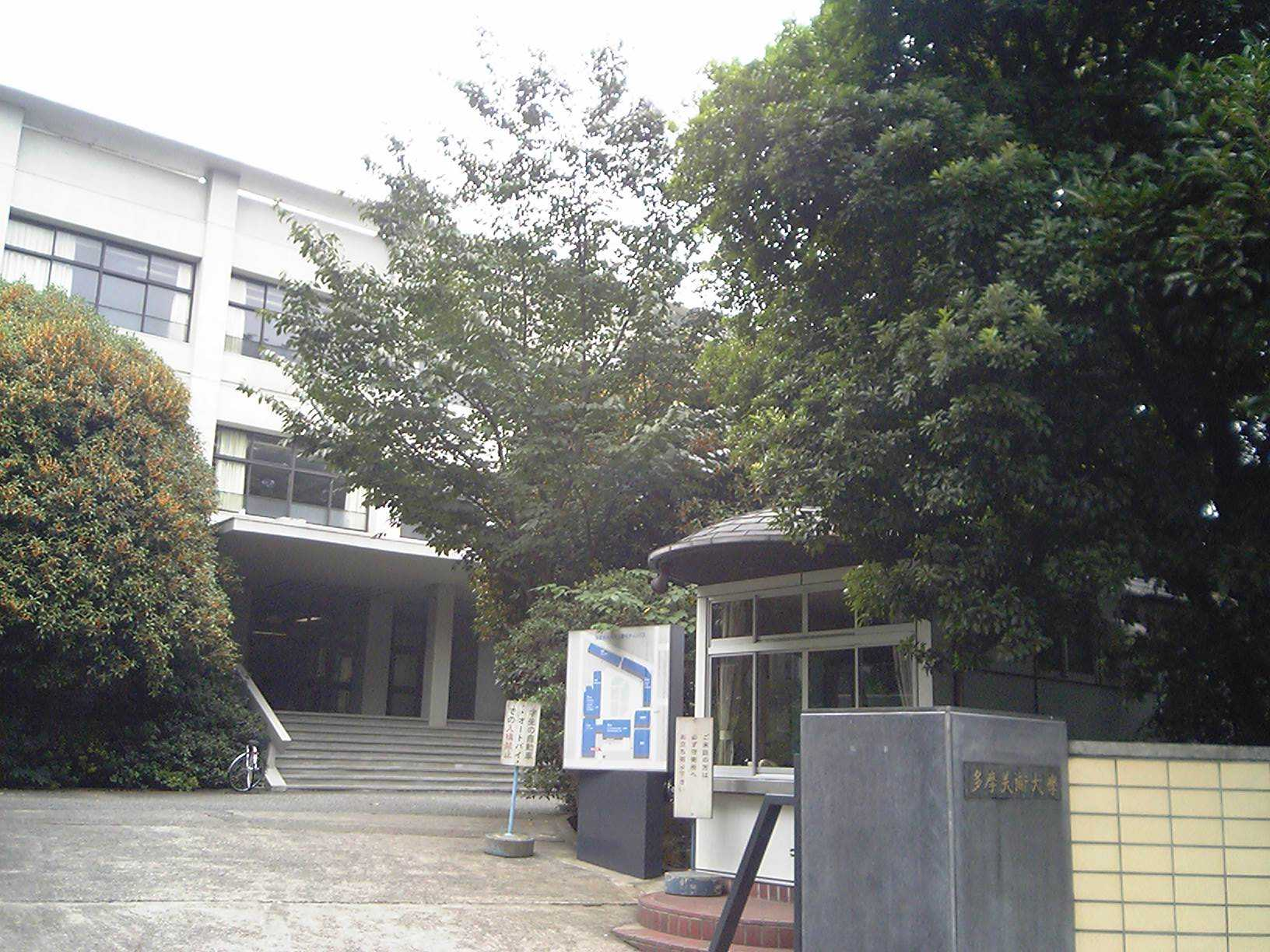
Université des beaux-arts Tama

L’université des beaux-arts Tama (多摩美術大学, Tama bijutsu daigaku, en anglais, Tama Art University) est une université privée japonaise dans le quartier de Setagaya à Tokyo. Elle remonte à une école fondée en 1935.  
Elle est connue comme l'une des meilleures universités de beaux-arts au Japon. De cet institut sont diplômés  d’éminents artistes et des designers connus dans le monde entier comme Issey Miyake, Naoto Fukasawa et Mika Ninagawa. 
En tant que des anciens élèves, il y a aussi des dessinateurs, des acteurs, des chanteurs et des photographes. L’université établit des partenariats avec plusieurs entreprises pour fabriquer des produits artistiques. Il y a plusieurs formations comme la peinture japonaise, la peinture à l’huile, l’estampe, la sculpture, les arts mécaniques, l’art académique, la couture, l’environnement, le design textile, le théâtre et la danse.

## Élèves connus
- Akiko Shirai, sculptrice
- Shigeo Anzai, photographe
- Naoto Fukasawa, designer industriel
- Tetsuo Harada, sculpteur
- Koji Ikuta, graveur
- Yumi Matsutōya, musicien
- Issei Miyake, couturier
- Ishiuchi Miyako, photographe
- Masahiro Mori, designer industriel
- Hitoshi Nakazato, peintre
- Hidetoshi Nagasawa, sculpteur
- Chizu Ono, photographe
- Kenjiro Okazaki, artiste
- Kishio Suga, artiste
- Gengorō Tagame, mangaka
- Akemi Takada, peintre, illustratrice et créatrice d'anime
- Naoto Takenaka, acteur
- Takei Takeo, graveur et illustrateur
- Kei Tōme, mangaka
- Atsuko Tsurumi, peintre
- Makoto Wada, illustrateur et réalisateur
- Makoto Yukimura, mangaka
- Atsuko Uda, artiste
- Akino Kondoh, artiste et mangaka
- Michiko Nakatani, sculptrice

- Katagiri et Kobayashi du duo comique Rahmens

## Enseignants notables
- Shigeo Anzai, photographe
- Ay-O, artiste
- So Aono, romancier
- Shinji Aoyama, réalisateur
- Shigeru Ban, architecte
- Naoto Fukasawa, designer industriel[1]
- Tsuneari Fukuda, dramaturge
- Yasutake Funakoshi, sculpteur
- Haruomi Hosono, musicien
- Masuo Ikeda, peintre
- Kenji Imai, architecte
- Ishida Eiichirō, anthropologue folkloriste
- Toyō Itō, architecte
- Bishin Jūmonji, photographe
- Kazuo Kawasaki, designer industriel
- Kayama Matazo, peintre
- Lee Ufan, peintre et sculpteur
- Kiyoshi Miki, philosophe
- Chihiro Minato, photographe et théoricien de l'art
- Hideki Noda, acteur
- Togyu Okumura, peintre
- Shosuke Osawa, peintre
- Timon Screech, historien de l'art
- Kazuyo Sejima, architecte
- Nobuo Sekine, sculpteur
- Keisuke Serizawa, designer textile
- Hisui Sugiura, designer
- Isao Takahata, réalisateur
- Saburo Teshigawara, chorégraphe
- Charles Tsunashima, designer de mobilier
- Tadanori Yokoo, designer
- Masaaki Hiromura, designer graphique